# Ленор Кайт
Ленор Кайт (англ. Lenore Kight, 26 вересня 1911 — 9 лютого 2000) — американська плавчиня.
Призерка Олімпійських Ігор 1932, 1936 років.